# دانيال باك
دانيال باك (بالإنجليزية: Daniel Buck)‏ هو قاضي وسياسي أمريكي، ولد في 28 سبتمبر 1829، وتوفي في 21 مايو 1905. انتخب عضو مجلس ولاية مينيسوتا.